# 一里塚
一里塚（いちりづか）是古代標示道路里程的土塚，相當於里程碑的作用。一里塚的設置起源於中國，每隔一里於道路左右各設置一塚，當時中國的一里相當於500公尺。一里塚上通常植有槐樹，可為行旅乘涼休憩之用。

## 日本的一里塚

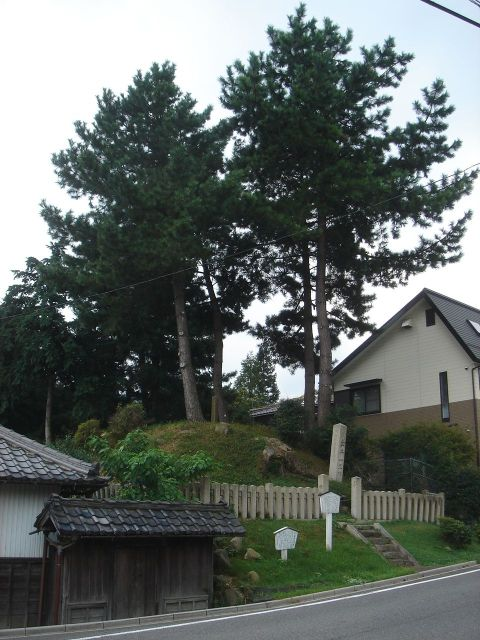
中山道垂井的一里塚
照片中的樹木為松樹，松樹前方原有一棵大榎樹，現僅存樹根。

日本的一里塚歷史約可追溯到平安時代末期，當時奧州藤原氏於白河關至陸奧灣的街道上所設的一里塚可能是日本最早的。室町時代的一休和尚有的歌詠傳世。
日本全國性佈建一里塚的工程則始於江戶時代。慶長九年二月四日（儒略曆1604年3月4日），配合五街道的整建，幕府通令全國以江戶的日本橋為基準點，每隔一里（約4公里）於街道兩側各建造一座一里塚，規格為五間四方（約9平方公尺），高一丈（約3公尺），由幕臣大久保長安擔任總指揮，費時10年完工。和中國不同的是，這些一里塚上通常種植榎樹（日本樹），而非槐樹。據天保年間的《宿村大概帳》，一里塚的植木以榎樹最多，超過50%，其次是松樹，約佔25%，再來是杉樹，約有10%，其餘為栗樹、櫻樹、檜樹、樫樹等等。日本各地現今仍有一些殘留下來的一里塚，不過通常只剩下道路的單側而已。